# Усовское сельское поселение (Тюменская область)
Усовское се́льское поселе́ние — муниципальное образование в Сладковском районе Тюменской области Российской Федерации.
Административный центр — село Усово.

## История
Статус и границы сельского поселения установлены Законом Тюменской области от 5 ноября 2004 года № 263 «Об установлении границ муниципальных образований Тюменской области и наделении их статусом муниципального района, городского округа и сельского поселения».

## Население
| 2010 | 2011  | 2012  | 2013  | 2014  | 2015 | 2016 |
| ---- | ----- | ----- | ----- | ----- | ---- | ---- |
| 1137 | ↘1129 | ↘1100 | ↘1052 | ↘1019 | ↘983 | ↘957 |
| 2017 | 2018  | 2019  | 2020  | 2021  |      |      |
| ↘955 | ↘931  | ↘903  | ↘869  | ↗1044 |      |      |

## Состав сельского поселения
| № | Населённый пункт | Тип населённого пункта       | Население |
| - | ---------------- | ---------------------------- | --------- |
| 1 | Большой Куртал   | деревня                      | 55        |
| 2 | Пелевино         | село                         | 143       |
| 3 | Покровка         | деревня                      | 240       |
| 4 | Усово            | село, административный центр | 699       |